# Gouttière œsophagienne
La gouttière œsophagienne est un conduit reliant le cardia des ruminants à l'entrée de la caillette.
Cette gouttière permet notamment d'éviter aux liquides d'arriver dans la panse en les conduisant directement vers la suite de l'appareil digestif. C'est le cas pour les petits veaux lorsqu'ils absorbent du lait, mais aussi des bovins adultes lorsqu'ils ont très soif.
La gouttière œsophagienne est constituée de deux lèvres qui se réunissent lorsqu'il est nécessaire pour former un conduit.